# Melhania phillipsiae
Melhania phillipsiae är en malvaväxtart som beskrevs av Baker f.. Melhania phillipsiae ingår i släktet Melhania och familjen malvaväxter. Inga underarter finns listade i Catalogue of Life.